# Exils
Exils è un film del 2004 scritto e diretto da Tony Gatlif, presentato in concorso al 57º Festival di Cannes e vincitore del premio per la miglior regia.

## Riconoscimenti
- Festival di Cannes 2004
  - Premio per la miglior regia